# Calliblepharis
Genre
Synonymes
- Ciliaria Stackhouse, 1809[2]

Calliblepharis est un genre d’algues rouges de la famille des Cystocloniaceae.

## Étymologie
Le nom de genre Calliblepharis dérive du grec καλός / kalós, beau, et βλέπω - βλεφαρίς / blépo - blepharís, « regarder - cil ; paupière », littéralement « belle vision » ou « beaux cils », probablement en référence à la beauté de l'algue.

## Liste d'espèces
Selon AlgaeBase (3 février 2019) :
- Calliblepharis bifida (Agardh) J.Agardh (Sans vérification)
- Calliblepharis celatospora Kraft
- Calliblepharis ciliata (Hudson) Kützing (espèce type)
- Calliblepharis denticulata (Kützing) De Toni (Sans vérification)
- Calliblepharis fimbriata (Greville) Kützing
- Calliblepharis hypneoides P.Díaz-Tapia, I.Bárbara & M.H.Hommersand
- Calliblepharis jubata (Goodenough & Woodward) Kützing
- Calliblepharis occidentalis Joly & Yamaguishi-Tomita
- Calliblepharis planicaulis (Harvey) Kylin
- Calliblepharis psammophila D'Archino & W.A.Nelson
- Calliblepharis rammediorum R.Hoffman, M.J.Wynne & G.W.Saunders
- Calliblepharis saidana (Holmes) M.Y.Yang & M.S.Kim
- Calliblepharis tenuifolia Harvey (Sans vérification)

Selon BioLib (3 février 2019) et ITIS (3 février 2019) :
- Calliblepharis ciliata
- Calliblepharis jubata

Selon NCBI (3 février 2019) :
- Calliblepharis celatospora
- Calliblepharis ciliata
- Calliblepharis fimbriata
- Calliblepharis hypneoides Diaz-Tapia, Barbara & Hommersand 2013
- Calliblepharis jubata
- Calliblepharis occidentalis Joly & Yamaguishi-Tomita, 1965
- Calliblepharis planicaulis
- Calliblepharis psammophilus D'Archino & W.A.Nelson 2015
- Calliblepharis rammediorum Hoffman, Wynne & Saunders 2018
- Calliblepharis saidana (Holmes) M. Y. Yang & M. S. Kim, 2017

Selon World Register of Marine Species (3 février 2019) :
- Calliblepharis bifida (Agardh) J.Agardh
- Calliblepharis celatospora Kraft, 1998
- Calliblepharis ciliata (Hudson) Kützing, 1843
- Calliblepharis denticulata (Kützing) De Toni
- Calliblepharis fimbriata (Greville) Kützing, 1843
- Calliblepharis hypneoides P.Díaz-Tapia, I.Bárbara & M.H.Hommersand, 2013
- Calliblepharis jubata (Goodenough & Woodward) Kützing, 1843
- Calliblepharis occidentalis Joly & Yamaguishi-Tomita, 1965
- Calliblepharis planicaulis (Harvey) Kylin, 1932
- Calliblepharis saidana (Holmes) M.Y.Yang & M.S.Kim, 2017
- Calliblepharis tenuifolia Harvey